# Dicorynia
Dicorynia é um género botânico pertencente à família Fabaceae.